# انریکه کاستانو
انریکه کاستانو (انگلیسی: Enrique Castaño؛ زادهٔ ۲۳ ژانویهٔ ۱۹۹۳) بازیکن فوتبال اهل اسپانیا است.
از باشگاه‌هایی که در آن بازی کرده‌است می‌توان به باشگاه فوتبال رئال مادرید سی، باشگاه فوتبال آلکورکون، و باشگاه فوتبال لاس پالماس اشاره کرد.
وی همچنین در تیم‌های ملی فوتبال زیر ۱۶ سال اسپانیا و زیر ۱۷ سال اسپانیا بازی کرده‌است.